# Oda Nobuhide
Oda Nobuhide (織田 信秀 (Chức Điền Tín Tú)  1510 – 8 tháng 4 năm 1551) là một lãnh chúa và quan tòa vùng hạ Owari trong thời Sengoku tại Nhật Bản. Ông là cha của Oda Nobunaga.

## Tộc trưởng
Với tư cách tộc trưởng gia tộc Oda, Nobuhide thường phải tham chiến vì lãnh địa của ông tiếp giáp với lãnh địa của daimyo Mino Saitō Dōsan ở mạn Bắc, daimyo Mikawa, Suruga và Tōtōmi Imagawa Yoshimoto ở phía Đông. Dù cho ông vẫn giữ được lãnh địa của mình nhưng những lục đục liên tiếp trong nội bộ gia tộc Oda khiến ông không thể thu được thắng lợi hoàn toàn. Năm 1549, Nobuhide giảng hòa với Saitō Dōsan nhờ sắp xếp để con trưởng Nobunaga của mình lấy con gái Nōhime của Dosan. Có được ủng hộ của Dōsan, Nobuhide tập trung đối phó với Imagawa. Trong một lần thắng trận, ông bắt được Matsudaira Motoyasu làm con tin. Nhờ vậy mà ông mới có được chút chỗ đứng ở Mikawa. Thi hài ông được an táng bên một con đường nhỏ ít người biết đến gần đền Osu Kannon ở Nagoya.

## Tranh chấp sau khi qua đời
Khi Nobuhide mất năm 1551 ở Owari, ông đã sắp xếp để Nobunaga tiếp ngôi tộc trưởng gia tộc Oda và lãnh địa nhỏ bé của họ. Nobunaga thậm chí gần như không biết tới cha mình và chịu tiếng xấu vì ăn mặc không đúng lễ khi tới đám tang, lại còn ném nhang vào bàn thờ và nguyền rủa số phận của mình. Gần như mọi gia tướng của Nobuhide đáng lẽ đã ủng hộ Nobunaga thì nay lại về với em trai Oda Nobuyuki. Nobunaga chỉ còn nhận được sự ủng hộ của Hirate Masahide và cha vợ Saitō Dōsan, người ông chưa từng gặp. Kể từ lúc đó, phải mất tới 7 năm Nobunaga mới củng cố được quyền lực của mình trong nội bộ gia tộc và cuối cùng thống nhất tỉnh Owari.

## Gia đình
Ông kết hôn với Tsuchida Gozen. Bà đẻ cho ông bốn con trai (Nobunaga, Nobuyuki, Nobukane và Oda Hidetaka). Danh sách các con trai của Nobuhide:
- Oda Nobuhiro (con trưởng không được thừa nhận)
- Oda Nobunaga
- Oda Nobuyuki
- Oda Nobukane
- Oda Nobuharu
- Oda Nobutoki
- Oda Nobuoki
- Oda Hidetaka
- Oda Hidenari
- Oda Nobuteru
- Oda Nagamasu
- Oda Nagatoshi